# Мункер (шнява, 1704)
«Мунке́р» (фр. mon coeur — сердце моё) — шнява Балтийского флота Русского царства, построенная по чертежам и под руководством Петра I, участник Северной войны 1700—1721 годов. Шнява находилась в составе флота с 1703 по 1732 год, использовалась для крейсерских плаваний в Финском заливе и сопровождения транспортных судов, принимала участие в действиях флота у Котлина и Кронштадта, последние годы активной службы провела в качестве госпитального судна, а затем хранилась в Кронверкской гавани «для памяти».

## Описание шнявы
Одна из десяти 14-пушечных шняв одноимённого типа, построенных по проекту Петра I. Длина шнявы по сведениям из различных источников составляла от 21,94 до 22 метров, ширина от 5,6 до 5,63 метра, а осадка от 2,4 до 2,44 метра. Вооружение судна состояло из четырнадцати 3-фунтовых орудий, а экипаж из 70-и человек.
Парусное вооружение шнявы было создано по чертежам И. Д. Кочета, при этом при вступлении в строй судно было одним из самых быстроходных в составе российского флота.

## История
Шнява «Мункер» была заложена 29 августа (9 сентября) 1703 года на Олонецкой верфи и после спуска на воду 24 сентября (5 октября) 1704 года вошла в состав Балтийского Флота России. Строительство вёл корабельный подмастерье Иван Немцов, под личным наблюдением Петра I. Пётр I руководил постройкой корабля под псевдонимом корабельного мастера Петра Михайлова.

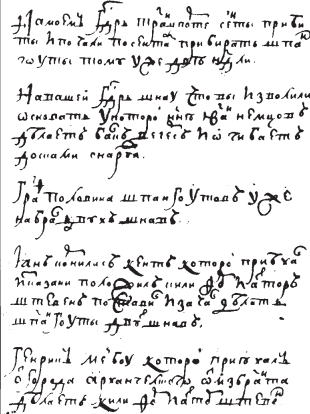
Фрагмент письма Ф. С. Салтыкова царю Петру I от года, в котором описывается строительство шнявы

О закладке судна сохранились следующие сведения:

В 29 день (августа 1703) заложили шнау длина 62 фута ширина…— «Юрналы» бомбардирской роты
Со 2 по 18 октября 1704 года в составе отряда перешла на вёслах по Свири в Санкт-Петербург. Прибытие в Санкт-Петербург 18 октября было изображено на гравюре голландского автора Питера Пикарта, которая по мнению историков является «Первым видом Петербурга». Мореходные качества «Мункера» получили достаточно высокую оценку современников: 

Шнява «Мункер» оказалась весьма удачным и быстроходным судном, на котором царь часто держал свой флаг
Принимала участие в Северной войне 1700—1721 годов. С 1705 по 1708 год ежегодно с апреля по октябрь в составе эскадр выходила из Санкт-Петербурга к острову Котлин на Кронштадтский рейд для защиты острова и форта Кроншлот, а также для обучения экипажа. Периодически находилась в крейсерских плаваниях в Финском заливе. В 1705 году 4, 6, 10 и 16 июня принимала участие в отражении атак шведского флота, находясь за линией фрегатов между Котлином и Кроншлотом вместе с другими шнявами. После отражения атак шведского флота командир шнявы поручик Генрих Гельма по жалобе командующего флотом Корнелиуса Крюйса был оштрафован «за ослушание» вычетом в размере полугодового жалования.
В 1709 подверглась капитальному ремонту в Санкт-Петербургском адмиралтействе. С 1 по 14 мая следующего года сопровождала транспортные суда к Берёзовым островам в составе эскадры вице-адмирала К. И. Крюйса. В мае 1712 года под флагом Петра I сопровождала транспорты суда от Кронштадта до Выборга. Со 2 по 10 мая 1713 на шняве совершил плавание из Кронштадта в Гельсингфорс Пётр I. 31 мая вновь под флагом Петра I вышла из Гельсингфорса и, присоединившись 7 июня к крейсировавшей в Финском заливе эскадре, 10 июня пришла к Красной Горке. 9 июля в составе эскадры К. И. Крюйса ушла в крейсерство в Финский зал. 10 и 11 июля принимала участие в погоне за шведской эскадрой. 16 июля эскадра, в составе которой находился «Мункер», прибыла в Ревель, а к 25 июля — в Кроншлот. С 31 июля по 17 октября находилась в крейсерском плавании в составе эскадры. 3 августа на шняве в финляндские шхеры с эскадры прибыл Пётр I. В шхерах шнява была застигнуто штормом и её понесло к берегу, но, отдав якорь, экипажу удалось удержать судно. 
В 1714 году была переоборудована в госпитальное судно и в течение 1714 и следующего годов находилась у Кроншлота, после чего была переведена в Санкт-Петербург, где до 1732 года (по другим данным до 1737 года) хранилась при Адмиралтействе в Кронверкской гавани «для памяти», как раритетный образец кораблестроения начальной петровской поры.

## Командиры шнявы
Командирами шнявы «Мункер» в составе российского флота в разное время служили:
- подпоручик Я. фон Фиан (1704 год)[16];
- поручик Г. Гельма (1705 год)[13];
- штурман М. П. Госслер (1705—1706 годы)[17];
- капитан-поручик Г. Гельма (1707 год)[13];
- корабельный мастер в чине капитана Ф. М. Скляев (1710 год)[18];
- подпоручик Е. О. Скворцов (1712—1713 годы)[19].

### Комментарии
1. ↑  Активно использовалась до 1714 года, затем хранилась «для памяти»[1].
2. ↑  Также в серию входили шнявы «Сант-Яким», «Дегас», «Копорье», «Ямбург», «Лукс», «Фалк», «Снук», «Феникс» и «Роза»[2].
3. ↑  72 фута[3].
4. ↑  18 футов 6 дюймов[3].
5. ↑  8 футов[3].